# هيونداي إكسيل
هيونداي إكسيل هي أول سيارة دفع أمامى تقوم شركة هيونداي بإنتاجها. ظلت في الإنتاج فترة 1985-1994م.

## خلفية
توفرت إكسيل في نسخة هاتشباك وأخرى رباعية الأبواب. كان من المفترض أن يتم إحلال هذا الطراز بطراز ألنترا عام 1991، ولكن انتهى الأمر بدوام إنتاجها حتى تم استبدالها بطراز هيونداي أكسنت عام 1997. تعد إكسيل هي أول إنتاج لهيونداي قامت بتصديره إلى الولايات المتحدة. بدءا من 1989، ظهرت نسخة كوبيه من هذا الطراز.

## المسميات

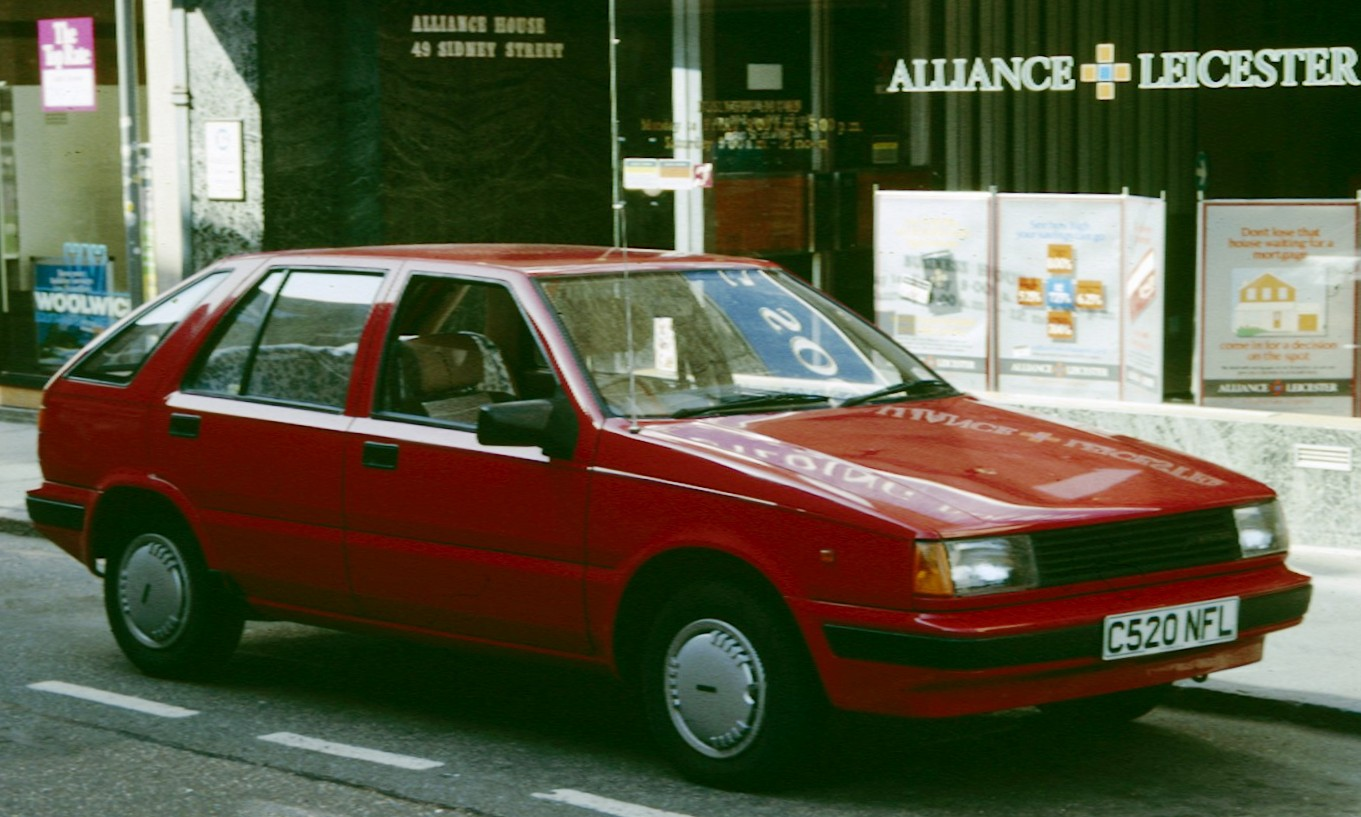

في بعض الأسواق، مثل أوروبا، سميت السيارة باسم هيونداي بوني، على الرغم من الاختلاف الكبير عن طراز بوني الثمانينات من هيونداي. في كوريا سميت النسخة السيدان منها باسم بريستو. وصلت الإكسيل للولايات المتحدة عام 1986، وكندا 1987 محل البوني.
ظل هذا لطراز يباع في الولايات المتحدة تحت اسم ميتسوبيشي بريستو من 1987 حتى 1994 في نسخة الهاتشباك ثلاثية وخماسية الأبواب. ظل هذا الطراز في المقدمة من ميتسوبيشي من حيث السعر.

## الجيل الأول (1985–89) X1
ظهر هذا الطراز كبديل للطراز بوني. في الولايات المتحدة، كان هذا الطراز هو الأول والأوحد من هيونداي. بفضل السعر المتدنى حقق مبيعات متقدمة في العام الأول (168882) مما دفع الشركة في عملية الإنتاج الكبير مساعدا إياها في تخطى حاجز المليون سيارة منذ النشئة. نفس النجح تحقق في أستراليا، إلا أنه تراجع من ظهور مشاكل في الجودة.

## الجيل الثاني (1989–94) X2
تميز هذا الجيل بتغيير في الهيكل الخارجى، ومساحة داخلية أوسع، مع تغيير كلا المحركات بأخرى ذات حقن اليكترونى، كما توفرت نسخة ذات ناقل حركة أوتوماتيكى رباعى السرعات.